# Archaeornithomimus
Archaeornithomimus é um gênero de dinossauro que viveu há 95 milhões de anos (Cretáceo) na Ásia. Há uma única espécie descrita para o gênero Archaeornithomimus asiaticus.
Este animal foi encontrado pela primeira vez na Mongólia, durante uma expedição realizada na década de 1920. o Archaeornithomimus tinha fortes garras nos dedos das suas quatro patas, e media uns 3,5 m de comprimento. O seu nome significa” antigo imitador de aves”. Também tinha uma cauda muito fina longa, que o ajuda a equilibrar-se durante uma corrida.